# Calle 13 (canal de televisión)
Calle 13 es un canal de televisión por suscripción español centrado en series de acción, suspenso, terror y ciencia ficción. Fue lanzado el 13 de septiembre de 1999 y es propiedad de Universal Networks International.

## Historia
El canal comenzó transmisiones el 13 de septiembre de 1999, gracias a Universal Studios Networks España, que forma parte del grupo NBCUniversal para cubrir el espacio dejado por AXN y Fox en las series de suspense, acción, misterio, terror y ciencia ficción. Pronto aparece en todas las operadoras del país, y rivaliza con las dos anteriores.
Desde el lanzamiento de SyFy en junio del 2006, muchas de las series de ciencia ficción que solían emitirse por Calle 13 han pasado a emitirse por el nuevo canal.
El 22 de septiembre de 2010, Calle 13 cambió su identidad e imagen corporativa y pasó a ser Calle 13 Universal, con un enfoque concentrado en el género de suspenso y acción. El 30 de septiembre de 2010, es lanzado la señal en alta definición del canal exclusivamente en Digital+. Tiempo más tarde, fue agregado en el resto de proveedoras, como Telecable, Euskaltel y ONO.

## Programación

### Programación actual
Algunas de las series emitidas por este canal son: 
- 10+2
- 666 Park Avenue
- Alerta Cobra
- Alfred Hitchcock presenta
- Arrow
- Castle
- Cementerio TV
- Chicago P.D.
- Chicago Justice
- Chuck
- El Cliente
- El Comisario
- El Guardian
- El mentalista
- Elementary
- Flashpoint
- Grimm
- Harry's Law
- Hospital Central
- Jericho
- Justified
- Kate
- Ley y Orden (toda la franquicia)
- MIR
- Monk
- Nip/Tuck
- Numb3rs
- Nurse Jackie
- Person of Interest
- Policías, en el corazón de la calle
- Psi Factor: Crónicas de lo paranormal
- Power
- Profiler
- Psych
- Rizzoli & Isles
- Rookie Blue
- Sin rastro
- Suits
- The Closer
- The Event
- Turno de guardia
- Undecovers
- Eyewitness

## Otras versiones
- 13ème Rue - Francia
- 13th Street - Alemania
- 13th Street - Holanda
- 13th Street - Polonia